# Ashcroft Indian Band
Die Ashcroft First Nation, die sich selbst Ashcroft Indian Band nennt, ist eine Stammes-Regierungseinheit der First Nations, wie die Indianer Kanadas bezeichnet werden, die in der Gegend des Thompson Canyon in der kanadischen Provinz British Columbia ansässig ist.  Deren Reservate befinden sich in der Nähe der Ortschaft Ashcroft. Die First Nation ist eines der Mitglieder des Nlaka'pamux Nation Tribal Council. Andere Nlaka'pamux-Stämme gehören zur Nicola Tribal Association oder zur Fraser Canyon Indian Administration. Der Stamm lebt in einem der trockensten Gebiete Kanadas, in dem allerdings Douglasien und Gelb-Kiefern wachsen. Häuptling ist seit 2004 Greg Blain.
Gegenwärtig (Stand Juli 2017) wird die Anzahl der Mitglieder mit 270 angegeben. Als registrierte Mitglieder entsprechend dem Indian Act galten im Juni 2017 genau 279 Angehörige, von denen allerdings nur 72 im Reservat lebten.
Dieses setzt sich aus vier Reserves zusammen, die unter der Verwaltung der Ashcroft First Nation stehen.
Das mit Abstand größte Indian Reserve stellt 105 Mile Post 2 dar, das sich auf der rechten Uferseite des Thompson River, westlich der Ortschaft Ashcroft befindet. Es umfasst eine Fläche von 1365,6 ha. Hinzu kommen Ashcroft 4, südlich angrenzend an 105 Mile Post IR 2, mit einer Fläche von 123,3 ha, dann Cheetsum’s Farm 1 am rechten Ufer des Thompson, und zwar am Zufluss des Cheetsum Creek (298,9 ha), sowie McLean's Lake 3 am gleichnamigen See, 11 km nordwestlich von Ashcroft (198,3 ha).
2007 sah der Greater Vancouver Regional District vor, dass 200.000 t Müll auf dem Stammesgebiet gelagert werden sollten, ein Vorhaben, gegen das sich die Band wehrte. 2017 zerstörten schwere Brände erhebliche Teile der Hauptsiedlung und der schütteren Waldbestände (4200 ha) in der Region, die Band musste evakuiert werden. Als ihre Mitglieder zurückkehrten fanden sie 12 der 32 Häuser zerstört vor.